# Massenpsychologie
Massenpsychologie ist ein Teilgebiet der Sozialpsychologie. Sie beschäftigt sich mit dem Verhalten von Menschen in Menschenansammlungen. Ausgang für die Theoriebildung der Massenpsychologie ist die zum allgemeinen Erfahrungsschatz gehörende Tatsache, dass große Menschenmassen ein oft überraschend und irrational erscheinendes Verhalten zeigen, zum Beispiel die Auslösung einer Panik aufgrund eines eher unbedeutenden Anlasses.
Nach Studien von Davis und Harless werden wichtige Entscheidungen in einer Gruppe nicht von einzelnen Individuen getroffen, sondern von der Masse in Abstimmung herbeigeführt, um durch die Zusammenarbeit ein Ziel zu erreichen. In der Geschichte sind große Menschenmassen imstande gewesen, dramatische und plötzliche soziale Veränderungen außerhalb der etablierten Rechtsprozesse einzuleiten. Kollektive Zusammenarbeit wird von einigen verdammt, von anderen unterstützt. Sozialwissenschaftler haben einige unterschiedliche Theorien aufgestellt, um massenpsychologische Phänomene zu erklären und zu erläutern, inwiefern sich das Gruppenverhalten vom Verhalten der Einzelpersonen innerhalb der Gruppe signifikant unterscheidet.

## Ansteckungstheorie
Eine frühe Theorie zum kollektiven Verhalten hat der französische Soziologe Gustave Le Bon mit seinem Hauptwerk Psychologie der Massen (1895) formuliert. Nach Le Bons Ansteckungstheorie (engl. Contagion theory) üben soziale Gruppen eine hypnotische Wirkung auf ihre Mitglieder aus. Geschützt in der Anonymität der Menge, geben Menschen ihre persönliche Verantwortung auf und ergeben sich den ansteckenden Gefühlen der Masse. Die Menschenmenge entwickelt so ein Eigenleben, wühlt die Gefühle auf und verleitet die Personen tendenziell zu irrationalem Handeln. Wie Clark McPhail ausführt, offenbaren systematische Untersuchungen allerdings, dass „die verrückte Masse“ kein Eigenleben getrennt von den Gedanken und Intentionen ihrer Mitglieder führt. Norris Johnson, der eine Panik während eines Who-Konzerts 1979 erforschte, kam zu dem Schluss, dass die Masse aus vielen Kleingruppen bestand, deren Mitglieder vorwiegend versuchten, einander zu helfen.
Le Bons Arbeiten bilden den Ausgangspunkt von Sigmund Freuds Studie Massenpsychologie und Ich-Analyse, allerdings arbeitete Le Bon über „instabile, sich zusammenrottende Massen (…), während Freud eher höher organisierte, stabile Massen wie Kirche und Heer analysierte.“
Wilhelm Reich formulierte aus seiner eigenen Weiterentwicklung der Psychoanalyse 1933 sein Werk Die Massenpsychologie des Faschismus; Elias Canetti belegt diese These in seinem eher literarisch fundierten Werk Masse und Macht.

## Annäherungstheorie
Die Annäherungstheorie (englisch Convergence theory) postuliert, dass das Massenverhalten nicht von der Masse selbst ausgeht, sondern von einzelnen Individuen in die Gruppe hineingetragen wird. Die Gruppenbildung selbst läuft auf die Annäherung von Individuen mit ähnlicher Gesinnung hinaus. Mit anderen Worten ausgedrückt: Die Ansteckungstheorie besagt, dass Gruppen Menschen zu bestimmtem Handeln veranlassen; die Annäherungstheorie dagegen sagt das Gegenteil: Menschen, die in einer bestimmten Weise handeln wollen, schließen sich zusammen.
Ein Beispiel für die Annäherungstheorie ist ein Phänomen, welches sich manchmal beobachten lässt, wenn in einer zuvor homogenen Gegend vermehrt Immigranten auftauchen und Mitglieder der bereits existierenden Gemeinschaft sich (offenbar spontan) verbünden, um die Zuzügler zu bedrohen. Anhänger der Konvergenztheorie glauben, dass in solchen Fällen nicht die Masse den Rassenhass oder Gewalt erzeugt, sondern, dass die Feindseligkeit längere Zeit in vielen Bewohnern gebrodelt hat. Die Masse entsteht aus der Annäherung derjenigen Menschen, die gegen die neuen Nachbarn sind. Die Konvergenztheorie besagt, dass das Verhalten der Masse selbst nicht irrational ist, vielmehr die Personen Ansichten und Werte ausdrücken, die in der Gruppe existieren, so dass die Reaktion des Pöbels nur das rationale Produkt von weitgestreuten populären Gefühlen ist.

## Führungstheorie
Nicht zwangsläufig, aber oft werden Massen bei Le Bon (und Gabriel Tarde) von selbstgewählten – oder zumindest kollektiv anerkannten – Führern angeleitet und dabei mitunter zu Taten verführt, die sie außerhalb der Masse, als Individuen wahrscheinlich nicht begehen würden. Ein Sonderfall solcher Massenführerschaft besteht dann, wenn der Führer es versteht, die geballte Gemeinschaftssolidarität der Masse und damit auch ihr kraftvolles Selbstwertgefühl auf sich zu beziehen. Der Führer „verkörpert“ dann die Masse, ihre Ziele und Werte, ihr Denken und ihre Emotionen; Er stellt sich als ihr „höchster Diener“ dar und wird erst durch diese scheinbare Unterwerfung ihr Herr. Dies kann soweit führen, dass die außerordentlich ausgeprägte gegenseitige Sympathie, die die Angehörigen der Masse füreinander aufbrachten, nun mehr und mehr auf den Führer konzentriert wird: Die Masse beginnt ihren Führer zu lieben und zu verherrlichen, wie ein Verliebter das Objekt seines Begehrens kritiklos liebt und verherrlicht. Hier entsteht, was in der Sozialpsychologie (z. B. bei Gabriel Tarde) unter dem Begriff der charismatischen (oder nimbusgeleiteten) Massenführerschaft zu verstehen ist. Die Führerverherrlichung mündet ein in die Zuschreibung besonderer „genialer“, „wunderbarer“, ja fast „göttlicher Eigenschaften“, oder „Gnadengaben“, die den Führer zur Leitung der Masse besonders befähigen und das „blinde Vertrauen“, das man in ihn setzt, rechtfertigen. Phantasievolle Legenden, Anekdoten und Gerüchte der Masse, mithin aber auch gezielte Massenpropaganda des Führers und seiner Gefolgschaft bestätigen und festigen solche wertgebenden Zuschreibungen. Die Masse beginnt an ihren Führer zu glauben, wie an eine Heilsgestalt. Blinder Massengehorsam, bis „in den Tod“ wird dem Führer zuweilen freiwillig entgegengebracht und nach seiner Etablierung von ihm wie selbstverständlich eingefordert. Charismatische Massenführerschaft dieser extremen Form, die im Falle religiöser, militärischer und politischer Führerschaft am häufigsten auftritt, wird begünstigt durch den „Messianismus der Massen“ (Michael Günther), einer Ausformung der besonders ausgeprägten Religiosität der Massen, von der schon bei Le Bon die Rede ist. Dieser Messianismus schafft ein Machtvakuum, eine „charismatische Lücke“ (ebd.): Die Masse entwickelt insbesondere beim Vorherrschen starker kollektiver Emotionen (wie Todesangst oder höchster Verwirrung) und geringem horizontalen Organisationsgrad den Wunsch nach Klarheit und Führung. Ihr Überlebenswille konzentriert sich auf die Hoffnung einer begnadeten Leitung, dies umso stärker, je verzweifelter ihre Lage erscheint. Ist ihr Selbstwertgefühl dieserart beschädigt, ist die Masse überzeugt, sich nicht mehr aus eigener Kraft aus hoffnungsloser Situation zu befreien, ist sie auch bereit zur Unterordnung, zur Anerkennung einer höheren Wertigkeit, als der eigenen. Der Hoffnungsträger, der geschickt die charismatische Lücke nutzt, wird wie ein Messias begrüßt, der vom Schicksal geschickt wurde. Rettung aus der Not scheint in greifbare Nähe gerückt, Freude und Erleichterung breiten sich aus, Dankbarkeit wird dem entgegengebracht, der die „letzte Hoffnung“ verkörpert. Der Führer nutzt die Suggestibilität der höchst emotionalisierten Masse gekonnt aus und verstärkt seinen überweltlichen Nimbus, indem er die kollektiven Hoffnungen der Masse aufgreift und sich als Messias präsentiert, der von höheren Mächten geschickt wurde, um eine bestimmte Sendung zu erfüllen.
Das komplexe Zusammenspiel von Massenhoffnungen und Führungschancen des Charismatisierten funktioniert allerdings nur solange, wie sich die Führungsfigur auch bewährt: Schlägt alles fehl, enttäuscht der Charismatisierte allzu offensichtlich die überbordenden Hoffnungen der Masse, wird ihm die Legitimität, die er als Massenführer gewonnen hatte, auch rasch wieder entzogen, die Masse folgt und gehorcht ihm nicht mehr und entzieht ihm ihre Zuneigung. Die Instabilität charismatischer Massenmacht liegt begründet in der Möglichkeit der raschen Entzauberung des Charismas bei mangelnder Bewährung. Auch daher sind charismatisierte Massenführer oftmals bemüht, ihre Macht mit rationaler- und traditionaler Herrschaftspsychologie (- und Soziologie) zu vereinen, die mehr Stabilität garantiert und auch über Niederlagen und Schicksalsschläge hinweghelfen kann – die charismatische Massenmacht für sich genommen kaum überstehen könnte. Paradigmen solcher Verschränkungen charismatischer Massenführerschaft mit rationaler und traditionaler Herrschaftspsychologie lassen sich quer durch die Geschichte finden: Alexander der Große gibt ein Beispiel, ebenso Gaius Julius Cäsar und Napoleon Bonaparte. Das 20. Jahrhundert brachte besonders viele charismatisierte Massenführer an die Macht, so Benito Mussolini, Wladimir Iljitsch Lenin, Josef Stalin, Adolf Hitler, Mao Tse-Tung und zahlreiche weniger bekannte Führergestalten.

## Methodik
Bei der wissenschaftlichen Aufarbeitung der Massenpsychologie stoßen klassische Methoden sehr schnell an ihre Grenzen. Anders als individualpsychologische Fragestellungen können Hypothesen der Massenpsychologie nicht mit Experimenten im Labor überprüft werden. Interviews und Fragebögen sind untaugliche Mittel, Feldstudien erweisen sich ebenfalls als eher ungeeignet, da sie in diesem Kontext kaum durchführbar sind. Neuere Forschungsarbeiten wenden agentenbasierte Modelle an, um kollektive Phänomene zu analysieren.
Bill Buford beschrieb als teilnehmender Beobachter, wie sich Gruppen von Hooligans verhalten.

## Anwendungsgebiete
Neben der Politik ist die Ökonomie ein wichtiges Anwendungsgebiet, in welchem sich die massenpsychologische Forschung etablieren kann. Dazu gehörte schon für Elias Canetti das Verhalten in der Inflation („Hexensabbat der Entwertung“, MuM, 205) oder heute der Finanzmarkt. Die Zusammenführung von Wissen über Anlegerverhalten mit den Erkenntnissen der Massenpsychologie offenbart neue Modelle und Herangehensweisen für realistischere Erklärungskonzepte der Finanzmarktdynamik. Denn der Konjunktur von Boom und Depression ist ein wiederkehrendes Element in der Finanzmarktgeschichte und traditionellen ökonomischen Theorien und Finanzmarktmodelle (z. B. Markteffizienzhypothese) versagen aber bei der Erklärung und Vorhersage solcher Trends und den ihnen zugrundeliegenden Verhaltensweisen der Marktteilnehmer. Denn sie berücksichtigen nicht den gesamten Menschen, sondern nur eine akademische Abstraktion jener Aspekte des menschlichen Verhaltens, die sie für ökonomisch relevant halten. Und sie vergessen auch die Gesellschaft, mit der die Märkte untrennbar verbunden sind. Und genau an diesem Punkt setzt die Massenpsychologie, die unter anderem auf den Konzepten der gegenseitigen sozialen und psychologischen Ansteckung sowie der menschlichen Neigung zur Orientierung und Nachahmung anderer im sozialen Umfeld basiert, an.
Die Erforschung kollektiver Dynamiken liefert noch einen weiteren Beitrag zum besseren Verständnis der Prozesse an den Finanzmärkten, indem sie auf den Zusammenhang zwischen kurzfristigen Entwicklungen und langfristigen Veränderungsprozessen hinweist. Basierend auf dem Prinzip langer und kurzer Zyklen wird in der Massenpsychologie zwischen bewusst erkannten, kurzlebigen Auswirkungen und den ihnen zugrunde liegenden langsamen, subtilen und oftmals nicht erkannten Entwicklungen unterschieden. Durch diese zentrale Erkenntnis, die im Wesentlichen schon auf Gustave LeBon zurückgeht, leistet die massenpsychologische Forschung einen Beitrag zur Beschreibung des Zusammenwirkens eines seit den 1960er Jahren angehäuften Schuldenbergs und der periodischen Entstehung von Boom-Krisen-Zyklen während der vergangenen Jahrzehnte.